# Ратков (Пољска)
Ратков (пољ. Radków) град је у Пољској у Војводству доњошлеском. По подацима из 2012. године број становника у месту је био 2508.

## Становништво
| 2012. |
| ----- |
| 2.508 |